# 말레이시아의 로마 가톨릭 교구 목록
말레이시아의 로마 가톨릭 교구는 3개관구에 3개 관구장좌대교구와 6개 일반교구로 구성된다

## 교구

### 쿠알라품푸르 관구(Province of Kuala Lumpur)
- 쿠알라품푸르 관구장좌 대교구( Archdiocese of Kuala Lumpur)
  - 믈라카-조호루 교구(Diocese of Melaka-Johor)
  - 페낭 교구( Diocese of Penang)

### 쿠칭 관구(Province of Kuching)
- 쿠칭 관구장좌 대교구( Archdiocese of Kuching)
  - 미리 교구( Diocese of Miri)
  - 시부 교구( Diocese of Sibu)

### 코타키나발루 관구(Province of Kota Kinabalu)
- 코터키나발루 관구장좌 대교구( Archdiocese of Kota Kinabalu)
  - 케닌가우 교구( Diocese of Keningau)
  - 산다칸 교구( Diocese of Sandakan)